# Phyllolyma fracticosta
Phyllolyma fracticosta är en insektsart som först beskrevs av Walker 1858.  Phyllolyma fracticosta ingår i släktet Phyllolyma och familjen rundbladloppor. Inga underarter finns listade i Catalogue of Life.